# 石田圭祐
石田 圭祐（いしだ けいすけ、1955年8月15日 - ）は、日本の男性俳優、声優。文学座所属。神奈川県出身。早稲田大学政治経済学部卒業。妻は声優の山像かおり。

## 出演作品
太字はメインキャラクター。

### 舞台
- 四ッ木橋哀歌
- チェンジングルーム
- 愛と偶然の戯れ
- グリークス
- 舞台(しばい)･愛しすぎる人たちよ―智恵子と光太郎と―
- 守銭奴
- リア王
- 連鎖街のひとびと
- 泣き虫なまいき石川啄木
- 夢の裂け目
- 櫻の園
- 言葉―アイヒマンを捕らえた男
- 夢の泪
- イット･ランズ･イン･ザ･ファミリー～パパと呼ばないで
- 花咲く港
- 家族の写真
- 赤い月
- 夢の痂
- アルゴス坂の白い家
- オットーと呼ばれる日本人
- 闇に咲く花
- マクベス
- グレイクリスマス
- トロイアの女たち
- 雨
- ルーマーズ　口から耳へ、耳から口へ
- 海の眼鏡
- 長い墓標の列
- ガリレイの生涯
- ジャンヌ
- フランケンシュタイン（ムッシュー・フランケンシュタイン）
- 尺には尺を
- 19歳のジェイコブ
- インポッシブル・マリッジ-ありえない結婚-
- ブロードウェイから45秒
- 小林一茶
- 明治の柩
- フォルケフィエンデ
- あわれ彼女は娼婦
- お気に召すまま
- ルーツ
- 中橋公館
- プラトーノフ
- いずれおとらぬトトントトン
- スリーウインターズ
- カリギュラ
- 黄昏
- 桜文（2022年）- 楼主 役[5]
- かえる（2024年）[6]

### テレビドラマ
- 太陽にほえろ! （東宝 / NTV）
  - 第431話「誰が彼を殺したか」（1980年） - 庄司稔
  - 第712話「小鳥のさえずり」（1986年） - 伊藤伸也
- 暴れん坊将軍V 第12話「二人妻の用心棒」（1993年、ANB / 東映） - 浅見半助
- 特捜ロボ ジャンパーソン 第19話「怪盗!電送魔女」 （1993年、ANB / 東映） - 関町刑事
- 義経（2005年、NHK） - 伊賀良目高重
- 風の果て（2007年、NHK）
- 臨場（2009年、EX / 東映） - 大信田刑事
- 遺留捜査（2012年、EX / 東映） - 立花裕一
- サイン（2019年、EX） ‐ 野村一寿

### 映画
- 黒い雨（1989年） - 岡崎屋悠一
- テルマエ・ロマエ（2012年）

### 吹き替え

#### 担当俳優
ジェフリー・ライト
- 007シリーズ（フェリックス・ライター）
  - 007/カジノ・ロワイヤル ※テレビ朝日版
  - 007/慰めの報酬 ※キングレコード版
  - 007/ノー・タイム・トゥ・ダイ

- 緑のたまごとハム 〜サムとガイの大冒険〜（マクウィンクル）

#### 映画（吹き替え）
- アイガー北壁（エミール〈エルウィン・スタインハウアー〉[9]）
- アイリッシュマン（ビル・バファリーノ〈レイ・ロマーノ〉）
- アクアマン（アトラン王〈グレアム・マクタヴィッシュ〉[10]）
- アクアマン/失われた王国（アトラン王〈ヴィンセント・リーガン〉[11]）
- 悪党に粛清を（ヘンリー・デラルー〈ジェフリー・ディーン・モーガン〉）
- 悪魔はいつもそこに（ナレーター）
- あなたに逢えるその日まで…（グレゴリー〈ケン・オリン〉）
- アフター・アース（ヴェラン〈グレン・モーシャワー〉）
- イグジステンズ（ウィトルド・レヴィ〈クリストファー・エクルストン〉）
- インファナル・アフェア 無間序曲（ウォン〈アンソニー・ウォン〉）※ソフト版
- インファナル・アフェアIII 終極無間（ウォン〈アンソニー・ウォン〉）※ソフト版
- キット・キトリッジ アメリカン・ガール・ミステリー（ジェファーソン〈スタンリー・トゥッチ〉）
- gifted/ギフテッド（グレッグ・カレン〈グレン・プラマー〉）
- キューティ・コップ（ヴィセンテ・コルテス〈ホアキン・コシオ〉）
- キングコング:髑髏島の巨神（ハンク・マーロウ〈ジョン・C・ライリー〉[12]）
- 暗い日曜日（アイヒバウム突撃隊長〈セバスチャン・コッホ〉、ノヴァク）
- グラディエーター（ジュバ〈ジャイモン・フンスー〉）※テレビ朝日版
- クリミナル（ヘンリー）
- クロスゲージ
- ゴールデンボーイ
- ゴーン・ベイビー・ゴーン（ニック・プール刑事〈ジョン・アシュトン〉）
- コンフィデンス（ガンサー・ビュターン〈アンディ・ガルシア〉）
- ザ・インタープリター（クマン・クマン）
- 幸せのちから（ジェイ・トゥイッスル〈ブライアン・ホウ〉）※ソフト版
- ジュマンジ（カール・ベントレー〈デヴィッド・アラン・グリア〉）※テレビ朝日版
- ジョン・ウィック:コンセクエンス（告知人〈クランシー・ブラウン〉[13]）
- 新・三銃士 ニュー・ジェネレーションズ（トレヴィル枢機卿〈アラン・レイキンズ〉）
- スナッチ（アビー〈デニス・ファリーナ〉）※ソフト版
- スパイダーマンシリーズ
  - スパイダーマン（プロモーター）
  - スパイダーマン3（フリント・マルコ / サンドマン〈トーマス・ヘイデン・チャーチ〉）
  - スパイダーマン:ノー・ウェイ・ホーム（フリント・マルコ / サンドマン〈トーマス・ヘイデン・チャーチ〉）
- 戦争のはらわたII（クルーガー伍長〈クラウス・レーヴィッチェ〉[14]）
- ダークマン（ルディ・グズマン）※テレビ朝日版
- ダークライト（チャペル〈ジョン・デ・ランシー〉）
- ダイ・ハード（パウエル〈レジナルド・ヴェルジョンソン〉[15]）※テレビ朝日版追加録音部分
- 沈黙の陰謀（ハーヴェイ大佐）※ソフト版
- ティーン・ビーチ・ムービー（おじいちゃん〈バリー・ボストウィック〉）
- 同居人 背中の微かな笑い声（テッド〈ドナルド・サザーランド〉）※テレビ東京版
- トランスアメリカ（カルヴィン〈グラハム・グリーン〉）
- トロイ（メネラオス〈ブレンダン・グリーソン〉）※テレビ朝日版
- ナイト ミュージアム2（エイブラハム・リンカーン〈ハンク・アザリア〉）
- ニコラスの贈りもの（サントゥッチ医師）※NHK-BS2版
- ニュートン・ボーイズ（ドック・ニュートン〈ヴィンセント・ドノフリオ〉）
- ネバー・サレンダー 肉弾突撃（デーモ〈テムエラ・モリソン〉）
- ハービー/機械じかけのキューピッド
- ハムナプトラ2/黄金のピラミッド（ジャック）※フジテレビ版
- 張り込みプラス（コールドシャンク警部〈ダン・ラウリア〉）※日本テレビ版
- バレット モンク（老師）※ソフト版
- ビッグ・バグズ・パニック（アル）
- フェイス/オフ（マルコム・ウォルシュ医師〈コルム・フィオール〉）※ソフト版
- プライベート・ライアン（ホーバス軍曹）※テレビ朝日版
- ブラック・ダイヤモンド（アーチー〈トム・アーノルド〉）※テレビ朝日版
- ブラッドレイン（ウラジミール〈マイケル・マドセン〉）
- ヘブン・アンド・アース 天地英雄（李隊長〈チアン・ウェン〉）
- マイアミ・バイス（マーティン・キャステロ〈バリー・シャバカ・ヘンリー〉）※テレビ東京版
- マイティ・ソー/ダーク・ワールド（ボー〈トニー・カラン〉）
- マイ・ラブリー・フィアンセ（ミラー）
- モンタナの風に抱かれて（フランク・ブッカー〈クリス・クーパー〉）
- 楊家将〜烈士七兄弟の伝説〜（楊業 / 楊家将〈アダム・チェン〉）
- ライブラリアン/キング・ソロモンの呪文（ジェリー〈ロバート・フォックスワース〉）
- ラストタイム 欲望が果てるとき（ラグーザ〈マイケル・ラーナー〉）
- ラブソングができるまで（クリス・ライリー〈ブラッド・ギャレット〉）
- リターンド/RETURNED（ジェローム・セグレ〈フレデリック・ピエロ〉[16]）
- リリーのすべて（ヴァルネクロス教授〈セバスチャン・コッホ〉）
- レイダース/失われたアーク《聖櫃》（ルネ・ベロック〈ポール・フリーマン〉）※WOWOW版
- レッド・ドラゴン（警察署長〈ビル・デューク〉、ジミー）※ソフト版
- RONIN（サム〈ロバート・デ・ニーロ〉）※テレビ朝日版
- ロスト・イン・スペース（ジェブ・ウォーカー〈レニー・ジェームズ〉、フレンディ）※ソフト版
- ロビン・フッド（リトル・ジョン）※テレビ東京版
- ロミオ+ジュリエット（プリンス署長〈ヴォンディ・カーティス＝ホール〉）※ソフト版

#### ドラマ
- アガサ・クリスティー ABC殺人事件（エルキュール・ポワロ〈ジョン・マルコヴィッチ〉[17]）
- アストリッドとラファエル 文書係の事件録（フィリップ・コスト〈ミシェル・ボンポワ〉）
- アナザー・ライフ〜天国からの3日間〜（バリー・カークブライド / ジョージ・ドアウッド〈スティーヴ・ランズバーグ〉）
- アリー my Love
- ある結婚の風景（ピーター〈コリー・ストール〉[18]）
- ER緊急救命室
  - シーズン1 #18（エリック〈ウェイン・ペレ〉）
  - シーズン2 - 4（イー・レイ・ボズマン〈チャールズ・ノーランド〉）
  - シーズン8 #22（男）
  - シーズン10 #15（ノーラン・ベネット〈デヴィッド・フィグリオーリ〉）
  - シーズン13 #13（ゲリー・サットン〈デヴィッド・パーカー〉）
  - シーズン14 #18（マイク・ランドリー〈サム・マクマレー〉）
  - シーズン15 #5（マーク・ダウニー〈グレッグ・ヘンリー〉）
- WITHOUT A TRACE/FBI 失踪者を追え!2（ベアー）
- エグザイル 戦慄の絆
- F.B.EYE!! 相棒犬リーと女性捜査官スーの感動!事件簿 パイロット版（アレグザンダー・レンコ）
- クリミナル・マインド5 FBI行動分析課（フォーダム刑事）
- クリミナル・マインド 特命捜査班レッドセル（リチャードソン）
- グレイズ・アナトミー（ウィリアム・ベイリー）
- 刑事マルティン・ベック バルコニーの男（ドラガン）
- 三国志演義（曹叡〈王光輝〉）
- CSI:ニューヨーク7（カーメン）
- シークエスト シーズン1（フィリップス）
- しあわせの処方箋
- シカゴ・メッド #13 - （テート・ジェンキンス〈デロン・J・パウエル〉）
- ダメージ（フィル）
- CHILDHOOD'S END -幼年期の終り-（カレルレン〈チャールズ・ダンス〉）
- 24 -TWENTY FOUR- シーズン5
- ナース・ジャッキー2（マルコ・プリンス）
- ニュー・ポープ 悩める新教皇（ヴォイエッロ枢機卿〈シルヴィオ・オルランド〉[19]）
- プライベート・プラクティス4（カートライト・ルイス）
- ミディアム7 最終章（カーソン・チャーチル〈ジョン・グローヴァー〉）
- 名探偵ポワロ 三幕の殺人（クロスフィールド）※NHK版
- 名探偵ポワロ 象は忘れない（ビール警部〈ヴィンセント・リーガン〉）
- 名探偵モンク4
- 名探偵モンク5
- 名探偵モンク7（サミュエル〈アドウェール・アキノエ＝アグバエ〉）
- ロイヤル・スキャンダル 〜エリザベス女王の苦悩〜
- ロズウェル - 星の恋人たち（キバー）

#### アニメ
- アーサー・クリスマスの大冒険（サンタクロース[20]）
- アナスタシア（ウラジミール）
- おさるのジョージ4/王子でござーる!（グスタヴォ国王）
- LEGO ディズニープリンセス：お城の冒険（トリトン王）

### テレビアニメ
2002年
- ヒートガイジェイ（闇医者）

2006年
- 攻殻機動隊 STAND ALONE COMPLEX Solid State Society（宗井仁）
- NARUTO -ナルト-（鞍馬雲海）

2007年
- ゴーストハント（吉見泰造）

2009年
- ゴルゴ13（ヒューイット）
- スティッチ! 〜いたずらエイリアンの大冒険〜（ロック）

2012年
- 絶園のテンペスト（宇津井）
- 遊☆戯☆王ZEXAL（忠吉）

2015年
- 銀魂゜（先代池田夜右衛門）

2017年
- 最遊記RELOAD BLAST（天帝）

2018年
- DOUBLE DECKER! ダグ&キリル（ポープ）

### ゲーム
1998年
- クラッシュ・バンディクー3 ブッとび!世界一周（ディンゴダイル）

1999年
- クラッシュ・バンディクー レーシング（ディンゴダイル）

2000年
- クラッシュ・バンディクー カーニバル（ディンゴダイル）

2017年
- クラッシュ・バンディクー ブッとび3段もり!（ディンゴダイル）

2020年
- クラッシュ・バンディクー4 とんでもマルチバース（ディンゴダイル）

2022年
- タクティクスオウガ リボーン（ガンプ・バックスタイン）

### その他
- 東京ディズニーシー「キング・トリトンのコンサート」（トリトン王）